# Papierfabrik Albbruck

Papierfabrik Albbruck, 25. Mai 1925

Die Papierfabrik Albbruck war eine Papierfabrik an dem Standort des ehemaligen Eisenwerks Albbruck in Albbruck im Landkreis Waldshut.

## Geschichte
Nach der Stilllegung des Eisenwerks ersteigerte nach vier Jahren Leerstand 1870 der Schweizer Nationalrat Nicolaus Kaiser aus Grellingen das Werk für die HOLZSTOFF, die hier zunächst Holzschliff produzierte und nachdem dieser Halbstoff schwer absetzbar war, wurde 1880 eine erste Papiermaschine aufgestellt. Bald darauf folgten zwei weitere Papiermaschinen, 1906 kam eine vierte dazu. Im Jahr 1931 baute man für die Arbeiter aus der nahen Schweiz hier die Rheinbrücke Albbruck–Schwaderloch.
Nach dem Zweiten Weltkrieg wurde die fünfte Maschine aufgestellt, 1962 folgte die sechste. Diese war auf dem neusten Stand der Technik und konnte täglich über 150 Tonnen Zeitungspapier oder Dünndruckpapier herstellen. 1971 erfolgte die Aufstellung der Maschine VII. Strom erzeugte man im Wasserkraftwerk Hohenfels an der Alb. Der Wasserbedarf wurde über einen Seitenkanal des Rheins gedeckt. Die Produktionskapazität betrug rund 310.000 Tonnen Papier/Jahr, war aber letztendlich nicht mehr wettbewerbsfähig.
Im Januar 2011 gelangte die Papierfabrik durch den finnischen Eigentümers Myllykoski an das ebenfalls finnische Unternehmen UPM-Kymmene, das die Papierfabrik zum Jahresbeginn 2012 schloss. UPM verkaufte sowohl das Areal als auch die Fabrik an die Unternehmensgruppe Karl aus Innernzell, es soll ein Gewerbepark entstehen.

## Zahnradbahn

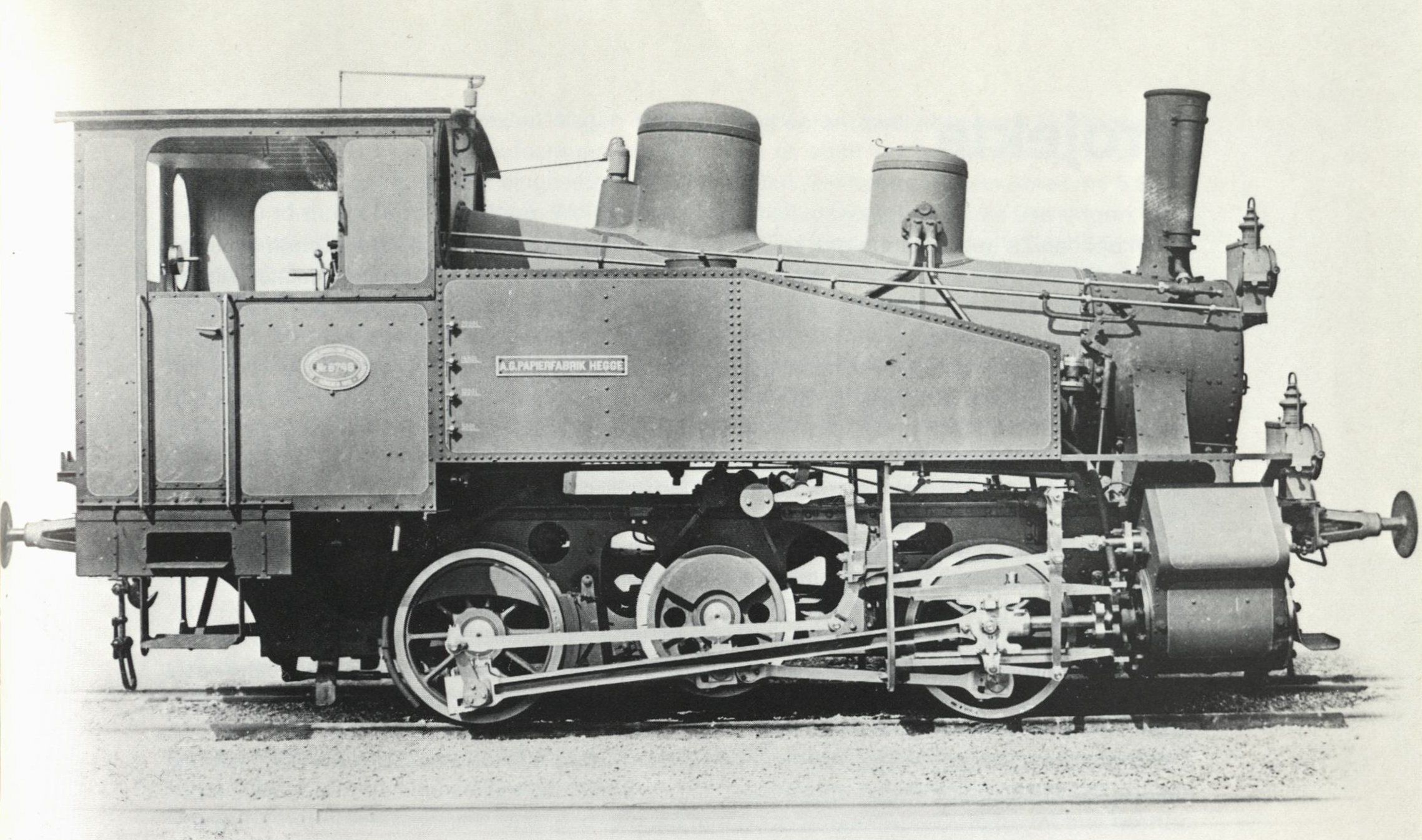
Lok 6749 im Ablieferungszustand 1913 bei Krauss & Comp.

Für den Papiertransport wurde 1905 eine Werkbahn in Betrieb genommen, welche die Papierfabrik mit der Hochrheinbahn verband. Da von der Fabrik bis zum Bahnhof Albbruck ein Höhenunterschied von 18 Metern vorhanden war, wurde die Strecke als Zahnradbahn ausgeführt. Die normalspurige Strecke war auf einer Länge von 400 Metern mit einer einlamelligen Zahnstange des Systems Abt ausgestattet und hatte eine maximale Steigung von 86 ‰. Auf dem Reibungsabschnitt der Strecke war eine Höchstgeschwindigkeit von 25 km/h erlaubt, während auf dem Zahnstangenabschnitt 10 km/h gefahren werden durften. Auf der Zahnradbahn kamen zwei zweiachsige Tenderlokomotiven der Bauart B/a-n2t mit den Nummern 3340 und 3400 zum Einsatz, die 1905 und 1907 von der Maschinenfabrik Esslingen geliefert wurden. 1929 kaufte die Papierfabrik Albbruck zudem von der Papierfabrik Hegge die zweiachsige Tenderlokomotive 6749, die 1913 von der Lokomotivfabrik Krauss & Comp. für die Kinsauer Zahnradbahn geliefert worden war.
1952 wurde von der Maschinenfabrik Esslingen eine neue dreiachsige Dampflokomotive der Bauart Cn2t geliefert, die aufgrund ihres fehlenden Zahnradantriebs nur auf dem Werksgelände und nicht auf dem Zahnstangenabschnitt zum Einsatz kam. Die beiden Esslinger Zahnradlokomotiven wurden daraufhin 1953 ausgemustert. 1965 wurde die Zahnstange ausgebaut und das Gleis fortan im Reibungsbetrieb befahren. Die Zahnradlokomotive 6749 wurde ausgemustert und durch eine am 20. Mai 1967 in Betrieb genommene dieselgetriebene Rangierlokomotive von Orenstein & Koppel ersetzt. In den 1970er Jahren wurde die noch vorhandene Esslinger Dampflokomotive abgestellt. Im April 1982 kaufte die Papierfabrik eine weitere O&K-Lok von der Industriebahn Nievenheim-Zons, die baugleich mit der ersten Diesellok war. Zum 1. September 2005 übernahm Railion die Bedienung des Anschlusses. Die beiden werkseigenen Lokomotiven wurden abgestellt und am 19. Juli 2006 verkauft. Mit der Schließung der Papierfabrik wurde der Betrieb des Gleisanschlusses 2012 eingestellt.